# Lyksborg Sogn
Lyksborg Sogn (på tysk Kirchspiel Glücksburg) er et sogn i det nordlige Angel i Sydslesvig, omgivet af Munkbrarup Sogn. Sognet lå i Munkbrarup Herred (Flensborg Amt), nu Slesvig-Flensborg Kreds i delstaten Slesvig-Holsten. Sognet omfatter den centrale del af den nuværende Lyksborg Kommune.
I Lyksborg Sogn findes flg. stednavne:
- Jomfrubjerg
- Keglebjerg (Kegelberg)
- Lyksborg
- Lyksborg Slot
- Midtkobbel (Mittkoppel)